# Campanula americana
Campanula americanum es una especie de plantas con flores de la familia de las campanuláceas. Es originaria de Norteamérica.

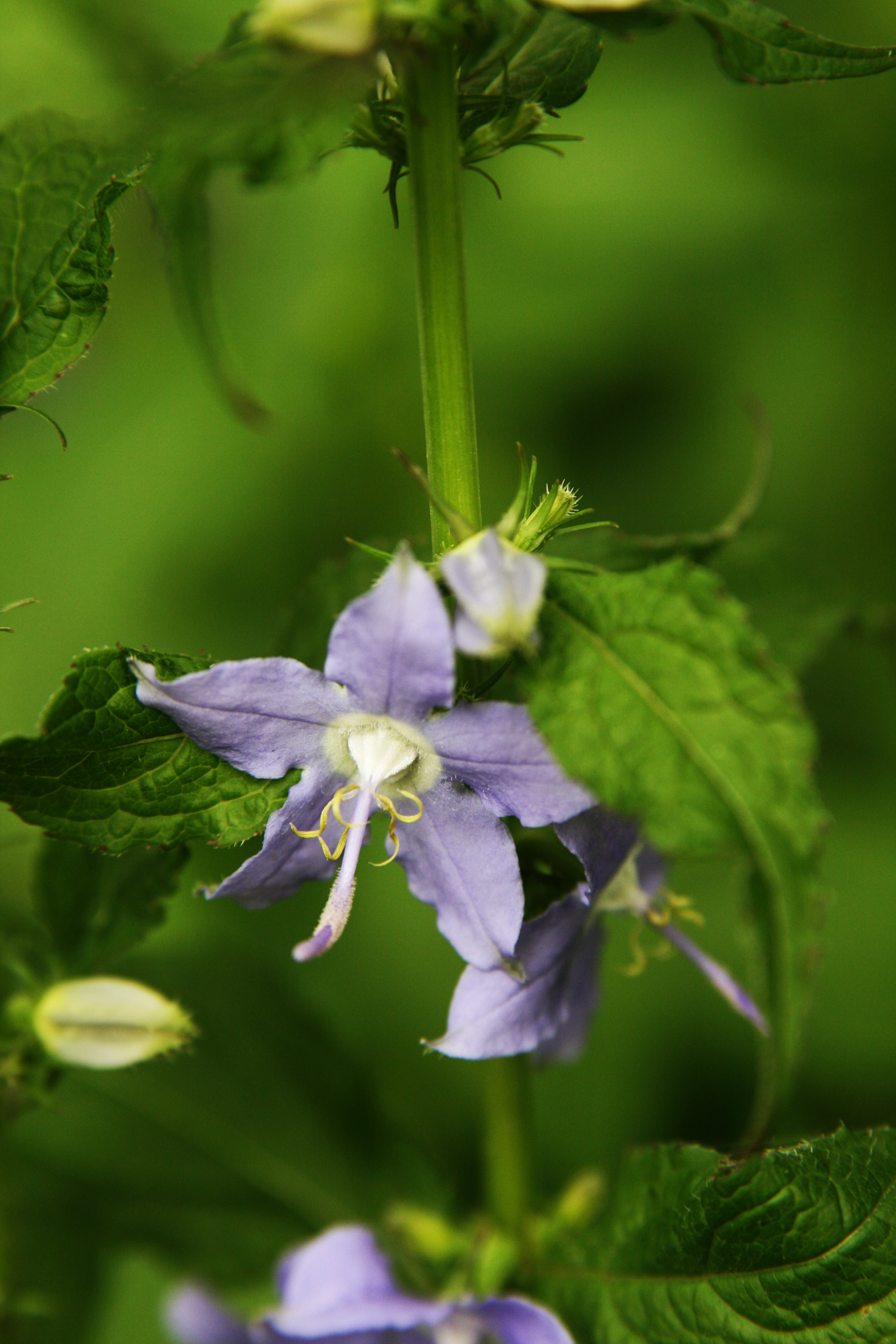
Detalle de la flor

## Descripción
Es una planta que crece en las Grandes llanuras y costa este de EE. UU.. Sus flores son ligeramente azules o violetas que usualmente se agrupan en racimos. Sus flores son inusuales en la familia, ya que son planas en lugar de acampanadas. Son polinizadas por insectos.

## Taxonomía
Campanula americana fue descrita por (Carolus Linnaeus) John Kunkel Small y publicado en  Species Plantarum 1: 164. 1753.
Etimología
Campanula: nombre genérico diminutivo del término latíno campana, que significa "pequeña campana", aludiendo a la forma de las flores.
americana: epíteto geográfico que alude a su localización en América.
Sinonimia
- Specularia americana (L.) Morgan ex J. James
- Campanulastrum americanum (L.) Small, Fl. S.E. U.S.: 1141 (1903).
- Phyteuma americanum Hill, Veg. Syst., ed. 8: 15 (1765).
- Campanula planiflora Lam., Encycl. 1: 580 (1785).
- Campanula nitida Aiton, Hort. Kew. 1: 221 (1789).
- Campanula asteroides Lam., Tabl. Encycl. 2: 55 (1796).
- Campanula obliqua Jacq., Pl. Hort. Schoenbr. 3: 47 (1798).
- Campanula declinata Moench, Suppl. Meth.: 187 (1802).
- Campanula acuminata Michx., Fl. Bor.-Amer. 1: 108 (1803).
- Campanula illinoensis Fresen., Index Seminum (FRT) 1836: 4 (1836).
- Campanula subulata P.Beauv. ex A.DC. in A.P.de Candolle, Prodr. 7: 478 (1839).
- Campanula pauciflora Lam. ex Steud., Nomencl. Bot., ed. 2, 1: 269 (1840), nom. inval.[4][5]